# 海门千户所
海门千户所，明朝时设置的千户所。
洪武二十七年（1394年）置，治所在今广东省汕头市潮阳区南海门镇。属潮州卫。明嘉靖三十八年（1559年），倭寇自磊口登陆攻此，官军予以击退。清朝雍正三年（1725年）裁。